# Antirhea ovatifolia
Antirhea ovatifolia là một loài thực vật có hoa trong họ Thiến thảo. Loài này được (M.E.Jansen) Chaw mô tả khoa học đầu tiên năm 1992.